# Diego Nicolaievsky
Diego Oscar Nicolaievsky (Buenos Aires; 20 de abril de 1993) es un futbolista argentino. Juega como volante por izquierda o enganche Hapoel Marmorek de la Liga Alef.

## Carrera
Nicolaievsky se unió a las divisiones inferiores de Gimnasia LP en el año 2012 proveniente del country "El Sosiego". Tras destacarse en la división reserva, Pedro Troglio lo convocó para el partido de vuelta de la Copa Sudamericana ante el clásico rival Estudiantes.
Diego cumplió un buen desempeño en dicho cotejo lo que le valió ser otra vez tenido en cuenta por el entrenador. Esta vez por el Torneo de Primera División Argentina, haciendo su debut oficial justamente ante el mismo rival Estudiantes.
Tras un buen año 2014 en cuanto a minutos de juego, por lesiones y decisiones futbolísticas de Troglio, Nicolaievsky fue perdiendo minutos en la Primera.
En 2016 le surge una buena propuesta para juntar minutos y rodaje futbolístico es por eso que se marcha en calidad de cedido a Almagro donde logra jugar una buena cantidad de partidos.
Tras finalizar la cesión en junio de 2016 volvió a Gimnasia pero al verse sin oportunidades en el primer equipo tomó la decisión de emigrar al fútbol europeo. 
Antes del cierre del libro de pases en Europa, Nicolaievsky firmó con el Maccabi Herzliya de la Segunda División de Israel.

## Clubes
| Club                 | País      | Año             |
| -------------------- | --------- | --------------- |
| Gimnasia de La Plata | Argentina | 2014 - 2015     |
| Almagro              | Argentina | 2016            |
| Maccabi Herzliya     | Israel    | 2016            |
| Gimnasia de Jujuy    | Argentina | 2017            |
| Hapoel Bnei Lod FC   | Israel    | 2017 - 2018     |
| Hapoel Marmorek      | Israel    | 2018 - 2019     |
| Hapoel Acre FC       | Israel    | 2019            |
| Hapoel Marmorek      | Israel    | 2020 - presente |

## Su Pase
Cuando parecía que el plantel ya estaba totalmente definido, días atrás un futbolista que se encontraba entrenando con la Reserva, fue cedido a préstamo. Viajó rumbo a Israel, para incorporarse al equipo Maccabi Herzliya, que milita en la Segunda División del mencionado país.
Lo cierto es que Nicolaievsky hizo la pretemporada con el plantel de Reserva porque Gustavo Alfaro no lo iba a tener en cuenta, pero como a su vez el conjunto de Andrés Yllana está conformado íntegramente por futbolistas juveniles, no iba a tener lugar para jugar.
De esta manera, el Rulo se sumó a otros jugadores jóvenes de la Institución que fueron cedidos a préstamo durante la última pretemporada, por ejemplo, Horacio Tijanovich ( fue al Torneo Federal A), Yair Bonnín (Primera B Nacional) y Jonás Alé Corvalán (a Primera División de Uruguay), entre otros; mientras que Maximiliano Gorgerino que regresó a la Entidad, terminó rescindiendo su contrato, para continuar jugando en el Torneo Federal “B”).
Nicolaievsky dijo: “Tengo las mejores expectativas y espero tener un gran año. Quiero disfrutar esta experiencia y poder volver a sentirme bien adentro de una cancha. Disfrutar de jugar y volver a agarrar la confianza que necesito para rendir como yo sé que lo puedo hacer”.